# Diretoria de Aeronáutica da Marinha
A Diretoria de Aeronáutica da Marinha (DAerM) é uma Organização Militar da Marinha do Brasil (MB). 
Criada em 18 de novembro de 1922 com a designação de Comando da Defesa Aérea do Litoral, tinha como atribuição conduzir todos os assuntos pertinentes à Aviação Naval. Este período durou até 1941, quando todos os meios aéreos da Marinha passaram ao novo Ministério da Aeronáutica. A DAerM teve importante papel na restauração da mesma, mas vários anos se passaram entre a recriação da Diretoria, em 1952, e a operação de novas aeronaves na Marinha.
A nova DAerM exigiu negociações com o ministro da Aeronáutica Nero Moura e o presidente Getúlio Vargas, inaugurando uma longa rivalidade entre a Marinha e a Força Aérea Brasileira, que se atinha a seu monopólio da aviação militar. O primeiro regulamento proposto para a nova Diretoria, em 1953, praticamente autorizava a Marinha a constituir uma nova Aviação Naval. Getúlio Vargas suspendeu esse regulamento após protestos no Estado-Maior das Forças Armadas de que o texto era uma violação flagrante da doutrina e legislação existentes. Um novo regulamento, com um texto conciliatório, foi aprovado em 1954.
Nos primeiros anos, as atribuições da DAerM para a Aviação Naval eram amplas. As reorganizações de 1962 e 1970 restringiram-na ao material e à segurança de voo, sem controle hierárquico sobre a instrução dos pilotos e operação dos esquadrões. Na atual estrutura da Marinha, a DAerM integra a Diretoria-Geral de Material da Marinha e não faz parte do Comando da Força Aeronaval, no qual estão a maioria dos esquadrões. Entre as suas funções, destacam-se:
- a elaboração de estudos referentes à obtenção, alteração, conversão ou modernização de meios aeronavais;
- a assessoria no processo de nacionalização de componentes aeronáuticos;
- o estabelecimento e verificação de requisitos para a operação de aeronaves em embarcações da Marinha do Brasil e Organizações Militares de terra;
- vistorias em helipontos de plataformas marítimas e navios mercantes, para verificação dos requisitos de segurança;
- qualificação de empresas para prestação de serviços de manutenção em material aeronáutico;
- supervisão e distribuição da documentação técnica aplicada ao material aeronáutico em uso na Arma;
- direção das atividades técnicas e gerenciais de abastecimento de materiais aeronáuticos sob sua jurisdição;
- planejamento e supervisão dos cursos relacionados à Aviação Naval; e
- orientação e aplicação da legislação aeronáutica na Marinha do Brasil.

A Diretoria possui ainda em sua estrutura, o Serviço de Investigação e Prevenção de Acidentes Aeronáuticos da Marinha (SIPAAerM), criado em 1972, que integra o Sistema de Investigação e Prevenção de Acidentes Aeronáuticos, atuando como órgão central de segurança de aviação na Marinha. Periodicamente, realiza a Vistoria de Segurança de Aviação (VSA) que tem por objetivo manter a OM em condições para conduzir operações em segurança.